# Riama unicolor
Riama unicolor är en ödleart som beskrevs av  Gray 1858. Riama unicolor ingår i släktet Riama och familjen Gymnophthalmidae. Inga underarter finns listade i Catalogue of Life.